# Hé, lekker beest
Hé, lekker beest is een Nederlandstalig lied van de Belgische zangeres Isabelle A uit 1990.
De B-kant van de single was een dancemix. In Nederland haalde de single alleen de tipparade, in België haalde ze de platina status. Het nummer kwam de Vlaamse hitparade binnen op 13 oktober 1990 en verbleef er 19 weken tot 16 februari 1991. Het piekte op positie 4. In Nederland piekte het nummer op positie 43 en verbleef het 7 weken in de hitparade.
In 2006 brachten Isabelle en Luc De Vos (van Gorki) het nummer samen op de 0110-concerten.
In 2007 werd het nummer gecoverd door Marjolein Lecluyze. Het nummer verbleef twee weken in de Vlaamse top 10 en piekte op positie 8.

## Meewerkende artiesten
- Producer: 
  - Peter Bauwens
  - Peter Gillis
- Muzikanten:
  - Isabelle A (backing vocals, zang)
  - Peter Bauwens (klavier, programmatie)
  - Peter Gillis (klavier, programmatie)

## Versies

### 7 inch
1. Hé, Lekker Beest
2. Hé, Lekker Beest (dancemix)

### 12 inch
1. Hé, Lekker Beest (12"-versie)
2. Hé, Lekker Beest (radioversie)
3. Hé, Lekker Beest (instrumentaal)
4. Hé, Lekker Beest (dancemix)

### Cd-single
1. Hé, Lekker Beest
2. Little Peace (Some Fun)